# Англійський початок
Англійський початок — шаховий дебют, який починається ходом: 1. c2-c4. Належить до закритих дебютів. Був введений у практику англійським шахістом Говардом Стаунтоном у матчі проти П'єра Сент-Амана (Париж, 1843). 
Значний внесок до теорії англійського початку зробили А. Німцович, М. Ботвинник, В. Смислов, Тигран Петросян, С. Шипов. Широко застосовується у сучасній практиці. Входить до дебютного репертуару багатьох найсильніших гросмейстерів.
Трактування англійського початку: основна стратегічна боротьба ведеться навколо пункту «d5». При цьому можливі переходи до дебюту Реті, ферзевого гамбіту та різних індійських систем.
Англійський початок дозволяє шахісту, що вважає за краще білими грати закриті початки, уникнути багатьох популярних і глибоко розроблених дебютів, таких як прийнятий ферзевий гамбіт, захист Чигоріна, контргамбіт Альбіна, Будапештський гамбіт, слов'янський захист, захист Грюнфельда, захист Німцовича, новоіндійський захист, захист Боголюбова, захист Беноні, волзький гамбіт, голландський захист, польський захист і інших. Таким чином, білі можуть не допустити тих дебютів, які прекрасно вивчені і награні суперником. Але, на думку багатьох шахістів, після 1. с4 е5 шанси білих на отримання переваги вкрай малі.

## Основні відповіді чорних
- 1.c4 e5 — призводить до позицій, що схожі на сицилійський захист, але зі зміною кольорів;
- 1.c4 c5 — Симетричний варіант;
- 1.c4 Nf6 — часто призводить з престановкою ходів до захистів Німцовича, Грюнфельда та староіндійського, але багато варіантів мають самостійне значення;
- 1.c4 e6 — зазвичай призводить з перестановкою ходів до ферзевого гамбіту або дебюту Реті;
- 1.c4 c6 — зазвичай призводить з перестановкою ходів до слов'янського захисту або до захисту Каро—Канн;
- 1.c4 f5 — часто призводить до голландського захисту.
- 1.c4 b6 — після 2.d4 e6 призводить до гострого дебюту, який поки не має усталеної назви. Його ввели в практику Е.Майлс та інші англійські шахісти. Найчастіше білі утримуються від негайного просування пішаки d, що дає їм певні плюси.

## Основні варіанти
- 1.c4 e5 2.Nc3 Nf6 3.g3 — система дракона у першій руці;
- 1.c4 e5 2.Nc3 Nf6 3.Nf3 — система трьох коней;
- 1.c4 e5 2.Nc3 Nf6 3.Nf3 Nc6 — система чотирьох коней;
- 1.c4 e5 2.Nc3 Nc6 3.g3 g6 — закрита система;
- 1.c4 e5 2.Nc3 d6;
- 1.c4 e5 2.Nc3 f5; 1.c4 e5 2.Nc3 Nc6 3.Nf3 f5; 1.c4 e5 2.Nc3 Nc6 3.g3 f5 — системи з f7—f5;
- 1.c4 Nf6 2.Nc3 e6 3.Nf3 Bb4 — системи анти-Німцович;
- 1.c4 Nf6 2.Nc3 e6 3.e4 — система Мікенаса-Флора;
- 1.c4 Nf6 2.Nc3 d5 — системи анти-Грюнфельд;
- 1.c4 c5 2.Nf3 Nf6 3.d4 cxd4 4.Nxd4;
- 1.c4 c5 2.Nf3 Nf6 3.Nc3 e6 4.g3 b6 5.Bg2 Bb7 6.O-O або 1.c4 c5 2.Nf3 Nf6 3.d4 cxd4 4.Nxd4 b6 — система «Їжак»;
- 1.c4 c5 2.Nf3 Nf6 3.g3 b6 4.Bg2 Bb7 5. O-O g6 — подвійне фіанкетто
- 1.c4 c5 2.Nc3 Nf6 3.Nf3 d5 4.cxd5 Nxd5 — сучасний варіант;
- 1.c4 c5 2.Nc3 Nf6 3.g3 d5 4.cxd5 Nxd5 5.Bg2 — система Рубінштейна;
- 1.c4 c5 2.Nf3 Nf6 3.Nc3 Nc6 — симетричний варіант.